# Halcioneu
Halcioneu (en llatí Halcyoneus, en grec antic Ἀλκυονεύς "Alkuoneús") fou un príncep del Regne de Macedònia, fill d'Antígon II Gònates.
No se sap la data del seu naixement, però ja tenia edat de combatre el 272 aC quan va acompanyar al seu pare al Peloponès per oposar-se a Pirros de l'Epir. Quan Pirros va atacar Argos de nit, Antígon va enviar el seu fill amb un cos de soldats per fer-li front. Una ferotge batalla es va lliurar als carrers d'Argos; en mig del combat Halcioneu va rebre informació de la mort de Pirros, i el príncep va anar allà on era el rei epirota i li va tallar el cap, que va portar triomfant al seu pare, però Antígon li va recriminar aquesta barbaritat i el va expulsar de la seva presència.
Quan una mica després Halcioneu, que havia après la lliçó, va capturar a Helenos, fill de Pirros, el va tractar adequadament i el va portar a presència d'Antígon, segons diu Plutarc.
Claudi Elià informa que el príncep va morir en una batalla en vida del seu pare, però no diu ni quina batalla ni explica cap més circumstància.